# Zygia coccinea
Zygia coccinea är en ärtväxtart som först beskrevs av George Don jr, och fick sitt nu gällande namn av Maria de Lourdes Rico. Zygia coccinea ingår i släktet Zygia och familjen ärtväxter.

## Underarter
Arten delas in i följande underarter:
- Z. c. coccinea
- Z. c. macrophylla
- Z. c. oriunda